# Tears Don't Fall
Tears Don't Fall (traducido como: 'Las lágrimas no caen') es una canción de Bullet for My Valentine. Es el cuarto sencillo de la banda perteneciente a su álbum debut The Poison. El sencillo fue lanzado el 7 de diciembre de 2006 a través de Trustkill Records en Estados Unidos, Gran Bretaña, Suecia y Alemania. Esta canción es probablemente el mayor himno de la banda.

## Vídeo musical
Hay dos versiones del vídeo musical. Sin embargo, la diferencia es ligera y se encuentra en la historia principal. Ambos muestran a la banda interpretando la canción bajo la lluvia. El primer vídeo muestra a una mujer que encuentra a un hombre (posiblemente su novio) con otra chica en un auto. Posteriormente va donde una gitana buscando ayuda, y este la induce a practicar vudú para herir a su novio. Ella apuñala el muñeco varias veces y lo lanza al fuego, haciendo que el automóvil explote. El vídeo fue incluido en el Bullet for My Valentine Live From Brixton DVD.
El segundo muestra a una mujer y un hombre ir a un motel y tener sexo; luego se van. Después el hombre abandona a su pareja en medio de la carretera y va al mismo motel y se registra con otra mujer. La chica anterior aparece y moja a su exnovio y la mujer con la que está con gasolina, y se moja a ella misma también. Luego prende un encendedor, lo arroja al líquido y se apaga, revelándose que realmente ella los mojó con agua.

## Formatos
Tears Don't Fall fue lanzado como sencillo en el Reino Unido en tres formatos diferentes: 2 CD individuales y un LP de 17 pulgadas. Los tres formatos fueron lanzados el 17 de julio de 2006 a través de Noise Records. Las pistas vienen así:
Disco 1:
1. Tears Don't Fall 4:40
2. Domination (cover de Pantera) 5:06

Material adicional:
- El vídeo de Tears Don't Fall
- Un fondo de escritorio

Disco 2:
1. Tears Don't Fall 4:40
2. 4 Words(Live at Brixton Academy) 3:52
3. Suffocating Under The Words Of Sorrow(What Can I Do?) (Live at Brixton Academy) 4:02

LP
1. Tears Don't Fall 4:40
2. Welcome Home (Sanitarium) (Cover de Metallica) 6:17

## Créditos
- Matthew Tuck - primera voz, guitarra rítmica
- Michael Paget - guitarra líder, coros
- Jason James - bajo, segunda voz
- Michael Thomas - batería, percusión

## Segunda parte
El cuarto álbum de la banda, Temper Temper (lanzado en febrero de 2013), contiene el tema Tears Don't Fall (Part 2), el cual guarda ciertas similitudes con el sencillo original. De hecho, la canción inicia con Matt gritando: "Let's go again!" ("¡Vamos otra vez!"), aludiendo a la frase con la que empezaba el sencillo del primer álbum ("Let's go!" - "Vamos"). En la última estrofa del tema, se repiten los dos primeros versos del estribillo de la melodía original: "Your tears don't fall, they crash around me" ("Tus lágrimas no caen, chocan a mi alrededor").
- Datos: Q2353884